# Златкова кула
Златковата кула (на македонска литературна норма: Златкова Кула) е средновековна отбранителна кула в град Кратово, Република Македония.
Според стиловите си характеристики кулата е изградена най-вероятно в 1365 година. Разположена е в центъра на града и е една от 12-те съществували отбранителни кули в Кратово. Намира се между Абединовата и Саат кула. Има приземен етаж и други два над него. Кулата е с квадратна основа с размери 6,30 на 6,50 метра. Кулата се издига на височина от 14,15 метра. Входът на кулата първоначално се намира от източната страна, но е преместен след множество реконструкции. Днес входът е от северната страна.